# مطار تايتشونغ
مطار تايتشونغ (بالصينية: 臺中國際機場)(إياتا: RMQ، إيكاو: RCMQ) هو مطار يقع في مدينة تايتشونغ في تايوان.

## شركات الطيران والوجهات
| شركـات طيـران         | الوجهات                                                                                |
| --------------------- | -------------------------------------------------------------------------------------- |
| خطوط هونغ كونغ اكسبرس | مطار هونغ كونغ الدولي                                                                  |
| خطوط ماندارين الجوية  | مطار تان سون نهات الدولي، Hualien، مطار كينمن، مطار ماغونغ                             |
| Tigerair Taiwan       | مطار ماكاو الدولي                                                                      |
| Uni Air               | مطار قوانغتشو باييون الدولي، مطار كينمن، Nangan، مطار ماغونغ، مطار شينزين باوان الدولي |
| خطوط فيت جيت          | مطار نوي باي الدولي، مطار تان سون نهات الدولي                                          |